# La guerra è pace
La guerra è pace (in inglese "war is peace") è uno dei tre slogan del Socing che compaiono nel romanzo 1984 (1949) di George Orwell. Gli slogan sono incisi sulla facciata del Ministero della Verità e vengono alternati all'effigie del Grande Fratello durante le proiezioni dei cinegiornali. Sono anche incisi sul retro delle monete da 25 centesimi di dollaro, moneta corrente in Oceania nel 1984.
Nella finzione del romanzo di Orwell, il capitolo III del volume di Emmanuel Goldstein Teoria e prassi del collettivismo oligarchico è intitolato La guerra è pace, spiega il funzionamento dello slogan secondo la realtà e secondo l'ideologia del Partito. Secondo Goldstein la guerra permanente che vede coinvolti i tre superstati Oceania, Eurasia ed Estasia è un meccanismo di distruzione continua ed eterna del surplus di produzione che la società industriale esprime. Non potendo tornare ad una società pre-industriale, e per evitare che il surplus di produzione vada a migliorare le condizioni di vita degli individui (rendendoli così meno docili e controllabili), i tre superstati si combattono in un conflitto che prosegue invariatamente dalla metà del XX secolo senza che nessuno dei tre sia in grado di prevalere sugli altri due.
Allo scopo di perpetuare la guerra vengono compiuti periodici rovesciamenti d'alleanza, che l'uso sistematico del bispensiero provvede immediatamente a cancellare dalla memoria collettiva, come se ciascuno Stato fosse sempre stato in guerra contro l'attuale nemico ed alleato con l'attuale cobelligerante. L'impossibilità sia di tornare ad un passato pre-industriale, sia di tener bassa la produzione mantenendo disoccupata una gran parte della popolazione (come fatto negli anni dal 1920 al 1940 secondo Goldstein) - pena la vulnerabilità militare - fa sì che l'unico meccanismo possibile per impedire che l'eccedenza di beni e servizi venga usata per redistribuire ricchezza alla popolazione sia la guerra permanente.
In questo senso la guerra non necessita nemmeno di essere combattuta materialmente per produrre i suoi effetti sulla ricchezza: gli armamenti prodotti possono essere consumati semplicemente smaltendoli per obsolescenza, senza aver sparato un sol colpo, come nel caso delle Fortezze Galleggianti o delle bombe atomiche, che tutti i contendenti possiedono, ma che nessuno usa più dagli anni Cinquanta. Inoltre la guerra permanente rende il clima psicologico pari a quello di "una città assediata" e fa sembrare del tutto naturale che il potere sia nelle mani di una ristretta oligarchia.
Infatti, la distruzione delle eccedenze potrebbe essere ottenuta altrettanto bene con lo spreco di risorse verso obiettivi inutili (come costruire templi o piramidi, scavare buche e poi riempirle etc.) ma questi meccanismi non assolverebbero altrettanto bene anche le necessità di psicologia di massa del Partito per il mantenimento del suo potere. Ciò perché agli scopi del Partito non è sufficiente che ciascun suddito di Oceania sia sottomesso al regime, ma serve anche che egli sia un fanatico ignorante dominato da sentimenti d'odio, di furore, di paura e di orgiastico senso del trionfo: uno stato psicologico realizzabile solo in tempo di guerra totale.
La guerra a questo punto non deve nemmeno essere reale - ai fatti le stesse battaglie combattute nei territori disputati fra i tre superstati non sono che una finzione dal punto di vista strategico, e non coinvolgono tatticamente che eserciti piccoli a paragone delle immense masse umane smosse durante i conflitti mondiali che hanno preceduto l'avvento dei superstati. Nessuno dei tre contendenti è in grado - ma soprattutto vuole - distruggere i propri rivali. Nonostante ciò il bispensiero consente a ciascun membro del Partito Interno di credere sinceramente e fanaticamente che la guerra è destinata ad una prossima fine vittoriosa, sebbene per gli scopi strategici della guerra permanente egli debba sapere che la realtà del conflitto è del tutto differente. Infatti mentre l'ideologia ufficiale parla di un piano per ammassare missili atomici in quantità sufficiente da infliggere al nemico un colpo micidiale e definitivo, questo piano non trova mai attuazione.
E anche obiettivi strategici limitati ma perfettamente a portata di mano, come la conquista di importanti aree al confine fra i superstati (per esempio l'occupazione dell'Inghilterra da parte di Eurasia o dell'Europa occidentale da parte di Oceania) non vengono attuati per i problemi d'ordine squisitamente ideologico che comporterebbero, come l'assimilazione ovvero il genocidio delle popolazioni conquistate. La guerra infatti si mantiene costantemente nell'area equatoriale e mediorientale e nelle regioni artiche, e i fronti si spostano di poco in queste zone, senza mai passare realmente le frontiere dei superstati. Solo le bombe-razzo passano da uno Stato all'altro, colpendo indiscriminatamente le popolazioni e ricordando anche lontano dal fronte che la guerra è reale e materiale.
Naturalmente è del tutto plausibile che le bombe volanti siano scaricate sulla popolazione civile dai loro stessi Stati per rendere plausibile l'idea di un nemico in grado di attaccare anche le città dello Stato stesso, oltre che solo i suoi confini come forse effettivamente accade. "La guerra è pace" dunque significa che lo stato permanente di conflitto fra i tre superstati è la condizione necessaria affinché il regime imperante in ciascuno di essi si perpetui. Nessuno dei tre Stati, infatti, avrebbe di che guadagnare da una vittoria sugli altri. D'altro canto, anche l'impossibilità di essere sconfitti permette l'applicazione del bispensiero e la negazione della realtà funzionali al mantenimento del potere anche contro ogni evidenza materiale.
Come ogni principio del Socing, "La guerra è pace" ha un significato ambiguo che può essere padroneggiato solo da chi è perfettamente addentro al funzionamento del bispensiero: lo stesso significato della parola "guerra" è ambiguo poiché se dal punto di vista della propaganda ufficiale essa è intesa ancora come "conflitto totale per il conseguimento di un obiettivo strategico", nella realtà essa è una perfetta impostura. Dal punto di vista materiale se i tre superstati si accordassero e decidessero una pace perpetua rinchiudendosi ermeticamente nei propri confini, il risultato sarebbe il medesimo. E così una pace perpetua sarebbe del tutto identica ad una guerra perpetua.
I tre slogan sono: «La guerra è pace». «La libertà è schiavitù». «L'ignoranza è forza». 